# Colobothea unilineata
Colobothea unilineata es una especie de escarabajo longicornio del género Colobothea, categorizada en la tribu Colobotheini, de la subfamilia Lamiinae. Fue descrita por Bates en 1872.

## Descripción
Mide 8-13,5 mm de longitud.

## Distribución
Se distribuye por Costa Rica, Nicaragua y Panamá.